# Nižní Lhoty
Nižní Lhoty (en allemand : Unter Ellgoth) est une commune du district de Frýdek-Místek, dans la région de Moravie-Silésie, en République tchèque. Sa population s'élevait à 297 habitants en 2021.

## Géographie
Nižní Lhoty se trouve à 7 km au sud-est de Frýdek-Místek, à 23 km au sud-est d'Ostrava et à 291 km à l'est-sud-est de Prague.
La commune est limitée par Nošovice au nord, par Dobratice à l'est, par Vyšní Lhoty et Raškovice au sud, et par Frýdek-Místek à l'ouest.

## Histoire
La première mention écrite de la localité date de 1305.

## Patrimoine
Patrimoine religieux

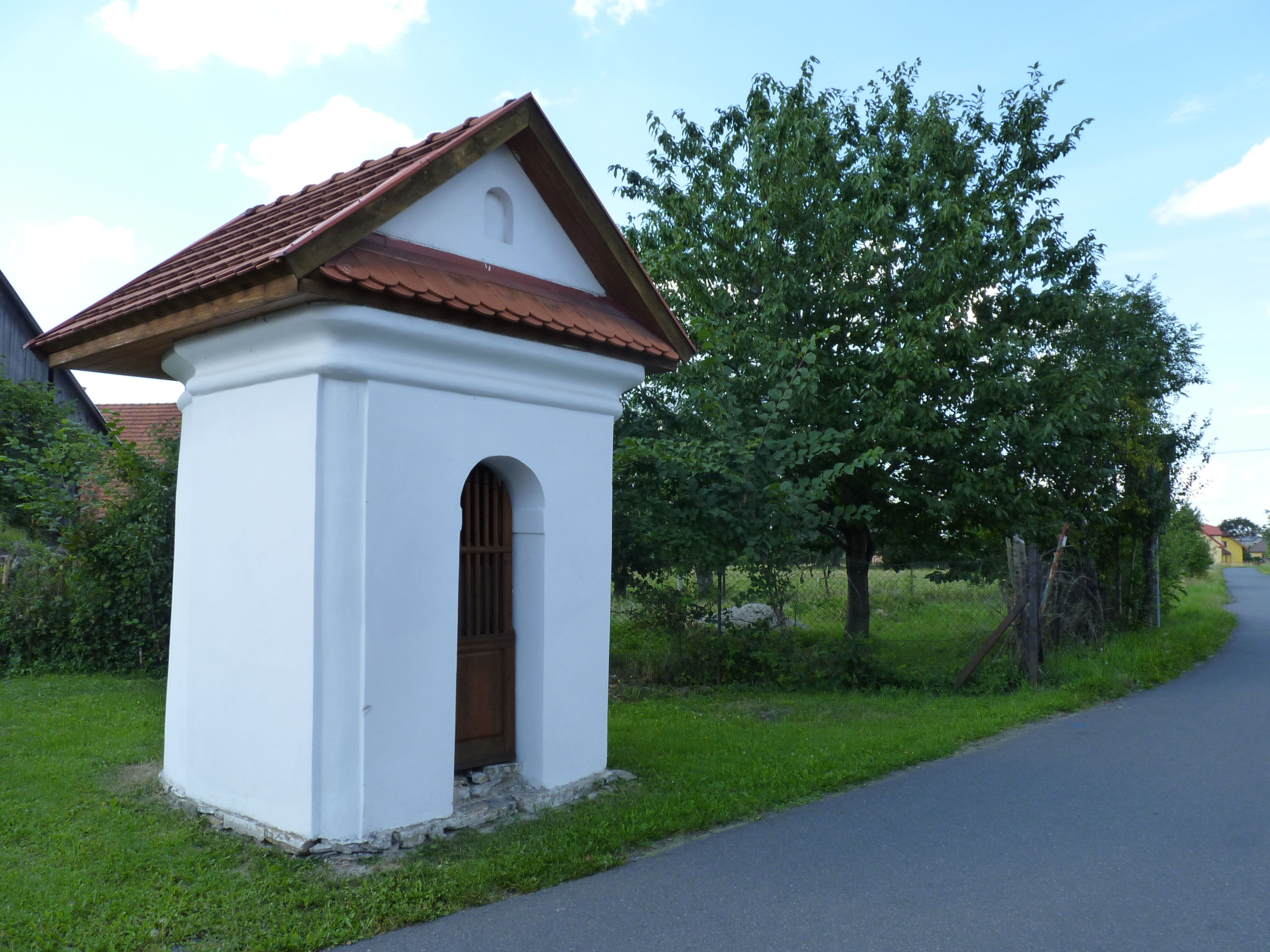
Chapelle à Nížní Lhoty.
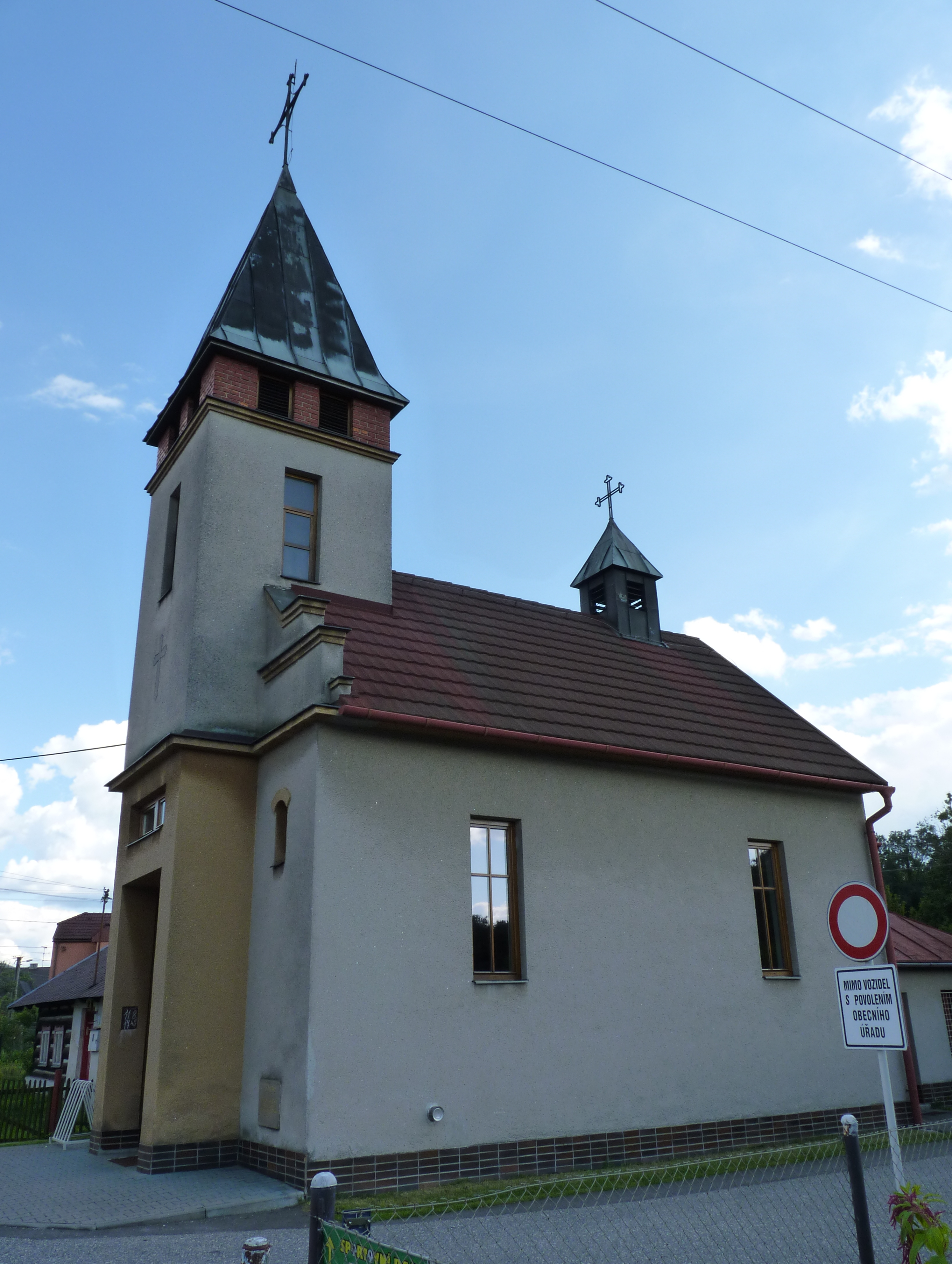
Chapelle de la Visitation.

## Économie
Depuis, 2008, la société Hyundai Motor Manufacturing Czech s.r.o. (HMMC), filiale du groupe coréen Hyundai, exploite une usine à Nošovice et Nižní Lhoty, desservie par la voie express R48. Cet établissement est le premier site de construction automobile du groupe coréen en Europe et l'un des plus modernes du continent. Les modèles fabriqués par HMMC (Hyundai i30, Hyundai ix20 et Hyundai ix35) sont destinés au marché européen. La capacité de production est de 330 000 véhicules par an pour un effectif de 3 400 personnes en 2014.

## Transports
Par la route, Nižní Lhoty se trouve à 10 km de Frýdek-Místek, à 32 km d'Ostrava et à 361 km de Prague.